# ローカル・グラウンド
| 専門評論家によるレビュー | 専門評論家によるレビュー |
| レビュー・スコア         | レビュー・スコア         |
| 出典                     | 評価                     |
| ------------------------ | ------------------------ |
| Allmusic                 | [ 1 ] [ 注釈 1 ]         |
| musicscotland.com        | very favourable          |
| Amazon.com               | very favourable          |
| Tom Hull                 | B                        |

『ローカル・グラウンド』（Local Ground）は、ナラダ・プロダクションより2005年に（日本ではインディーズレーベルであるプランクトンから3月6日に）発売されたアルタンのスタジオ・アルバム。

## 収録曲
1. 目覚めて服をお召しなさい - "Éirigh 's Cuir Ort Do Chuid Éadaigh (Arise Now and Dress Yourself)" – 3:18
2. トミー・ピープルズ/カシャルへの道/ザ・リピール・オブ・ザ・ユニオン/リッチーのリール - "Tommy Peoples/The Road to Cashel/The Repeal of the Union/Richie's Reel" – 3:46
3. イズ・ザ・ビッグ・マン・ウィズィン/ティリー・フィンのリール - "Is the Big Man Within?/Tilly Finn's Reel" – 3:48
4. さよなら、ぼくの可愛いナンシー - "Adieu, My Lovely Nancy" – 3:15
5. ミナトイティーンのマーチ/コン・マクギンリーのハイランド/シャナワックの地下鉄の駅 - "Bó Mhín Na Toitean/Con McGinley's Highland/Seanamhach Tube Station" – 4:01
6. パダー・ブラナックの歌 - "Amhrán Pheadair Bhreathnaigh" – 3:54
7. ザ・ローズヴィル - "The Roseville" – 2:21
8. アズ・アイ・ローヴド・アウト - "As I Roved Out" – 4:20
9. スポート - "Sport" – 3:02
10. キャッスルフィンのユーモア/ニアのダンス/パイプ - "The Humours of Castlefin/Nia's Dance/An Dúidín" – 3:26
11. ウィンド・アンド・レイン - "The Wind and Rain" – 4:03
12. 銀のスリッパ - "The Silver Slipper" – 3:32
13. 瞳を閉じて - "Dún Do Shúil (Close Your Eyes)" – 3:56

### 日本盤ボーナス・トラック
1. アンディ・ディクソンズ/コッシュ・クラダのリール/スウィリーのリール - "Andy Dixon's/Ril Chois Claidigh/The Swilly Reel" – 3:29

## パーソネル

### アルタン
- マレード・ニ・ウィニー (Mairéad Ní Mhaonaigh) - フィドル、ボーカル
- キーラン・トゥーリッシュ (Ciaran Tourish) - フィドル、ホイッスル、バック・ボーカル
- キーラン・クラン (Ciarán Curran) - ブズーキ、マンドリン
- マーク・ケリー (Mark Kelly) - ギター、ブズーキ、バック・ボーカル
- ダーモット・バーン (Dermot Byrne) - アコーディオン
- ダヒー・スプロール (Dáithí Sproule) - ギター、バック・ボーカル

### ゲスト・ミュージシャン
- スティーヴ・クーニー (Steve Cooney) - ベース
- グラハム・ヘンダーソン (Graham Henderson) - キーボード
- ジム・ヒギンズ (Jim Higgins) - パーカッション、バウロン
- ドーナル・ラニー (Dónal Lunny) - ギター
- トゥリーナ・ニ・ゴーナル  (Tríona Ní Dhomhnaill) - ピアノ
- カルロス・ヌニェス (Carlos Núñez) - ホイッスル、バグパイプ（ガリシアン・ガイタ）